# Монбрён-де-Корбьер
Монбрён-де-Корбье́р (фр. Montbrun-des-Corbières) — коммуна во Франции, находится в регионе Лангедок — Руссильон. Департамент коммуны — Од. Входит в состав кантона Лезиньян-Корбьер. Округ коммуны — Нарбонна.
Код INSEE коммуны — 11241.

## Население
Население коммуны на 2008 год составляло 319 человек.
| 1962 | 1968 | 1975 | 1982 | 1990 | 1999 | 2008 |
| ---- | ---- | ---- | ---- | ---- | ---- | ---- |
| 303  | 303  | 266  | 258  | 264  | 293  | 319  |

## Экономика
В 2007 году среди 198 человек в трудоспособном возрасте (15—64 лет) 134 были экономически активными, 64 — неактивными (показатель активности — 67,7 %, в 1999 году было 70,1 %). Из 134 активных работали 113 человек (69 мужчин и 44 женщины), безработных было 21 (9 мужчин и 12 женщин). Среди 64 неактивных 21 человек были учениками или студентами, 21 — пенсионерами, 22 были неактивными по другим причинам.